# Miroslav Slepička
Miroslav Slepička (ur. 10 listopada 1981 roku w Przybramie) – czeski napastnik, który od 2018 gra w 1. FK Příbram.

## Kariera
Jest wychowankiem Dukli Przybram, w którym grał w latach 1999–2002, z przerwą na wypożyczenie w 2001 roku do ZD Milín. W 2002 roku trafił do Slovana Liberec, gdzie w 86 meczach zdobył 12 goli. W latach 2005–2008 był zawodnikiem Sparty Praga. Po 3-letnim pobycie w stolicy Czech, przeniósł się do Dinama Zagrzeb. W 2011 roku był wypożyczony do SpVgg Greuther Fürth, a następnie wrócił do Sparty. W latach 2013–2014 grał w 1. FK Příbram, a następnie w indyjskim FC Goa. W 2015 przeszedł do FK Písek, a następnie FC MAS Táborsko. W 2018 wrócił do 1. FK Příbram.

## Reprezentacja
W seniorskiej reprezentacji Czech zadebiutował 12 minutowym epizodem z Irlandią Północną w 2008 roku. Łącznie w kadrze narodowej wystąpił dwa razy.
| Sezon   | Klub                 | Kraj      | Rozgrywki         | Mecze | Bramki |
| ------- | -------------------- | --------- | ----------------- | ----- | ------ |
| 2001/02 | FK Przybram          | Czechy    | 1. Gambrinus liga | 19    | 0      |
| 2002/03 | Slovan Liberec       | Czechy    | 1. Gambrinus liga | 2     | 0      |
| 2003/04 | Slovan Liberec       | Czechy    | 1. Gambrinus liga | 23    | 1      |
| 2004/05 | Slovan Liberec       | Czechy    | 1. Gambrinus liga | 24    | 4      |
| 2005/06 | Slovan Liberec       | Czechy    | 1. Gambrinus liga | 28    | 7      |
| 2006/07 | Sparta Praga         | Czechy    | 1. Gambrinus liga | 16    | 1      |
| 2007/08 | Sparta Praga         | Czechy    | 1. Gambrinus liga | 24    | 12     |
| 2008/09 | Sparta Praga         | Czechy    | 1. Gambrinus liga | 15    | 5      |
| 2008/09 | Dinamo Zagrzeb       | Chorwacja | Prva HNL          | 9     | 6      |
| 2009/10 | Dinamo Zagrzeb       | Chorwacja | Prva HNL          | 15    | 4      |
| 2010/11 | Dinamo Zagrzeb       | Chorwacja | Prva HNL          | 3     | 1      |
| 2010/11 | SpVgg Greuther Fürth | Niemcy    | 2. Bundesliga     | 7     | 0      |
| 2011/12 | Sparta Praga         | Czechy    | 1. Gambrinus liga | 12    | 1      |
| 2012/13 | Sparta Praga B       | Czechy    | III liga          | ?     | ?      |
| 2013/14 | Sparta Praga B       | Czechy    | III liga          | ?     | ?      |
| 2013/14 | 1. FK Příbram        | Czechy    | 1. Gambrinus liga | 6     | 0      |
| 2014/15 | 1. FK Příbram        | Czechy    | 1. Gambrinus liga | 4     | 0      |
| 2014    | FC Goa               | Indie     | ISL               | 10    | 5      |
| 2014/15 | FK Písek             | Czechy    | III liga          | ?     | ?      |
| 2015/16 | FC MAS Táborsko      | Czechy    | II liga           | 9     | 1      |
| 2017/18 | 1. FK Příbram        | Czechy    | II liga           |       |        |